# Choi Bong-jin
Đây là một tên người Triều Tiên, họ là Choi.
Choi Bong-jin (tiếng Hàn: 최봉진; sinh ngày 6 tháng 4 năm 1992) là một cầu thủ bóng đá Hàn Quốc thi đấu ở vị trí thủ môn cho Gwangju FC ở K League Classic.

## Sự nghiệp
Choi gia nhập đội bóng ở K League Challenge Gyeongnam FC vào tháng 1 năm 2016.
Anh chuyển đến Gwangju FC in exchange cho Ryu Beom-hee vào tháng 7 năm 2016.